# 씨프린스호 사고
씨프린스호 사고는 1995년 7월 23일 14시 20분경 전라남도 여천군 남면 소리도 앞에서 호남정유(현 GS칼텍스)사의 키프로스 선적 14만톤급 유조선 씨프린스호가 암초에 부딪혀 침몰하면서 5천여 톤의 벙커A/C유와 원유가 유출된 사고이다. 선원 19명은 탈출하였고, 1명은 실종되었다.

## 사고 경위
씨프린스호는 1990년 5월 일본 히타치 조선에서 건조된 144,567톤급의 유조선으로, 길이가 326m, 너비가 56m, 높이가 28m이다. 사고 당시 씨프린스는 키프로스 국적으로, 호유해운에서 용선하고 있었다.
태풍 페이
태풍 페이는 1995년 7월 17일에 발생하여 7월 24일에 소멸한 태풍으로, 24일 4시경에 한반도의 남해도 부근에 상륙하였다. 바람이 강한 태풍으로, 상륙시 중심 기압은 960 hPa, 최대 풍속은 초속 35m였다.
좌초
씨프린스호는 원유 61만 배럴(97,000kL, 약 85,000톤)을 싣고 7월 22일 18시에 광양만을 출발하여 서해안으로 항해하다가 7월 23일 14시 20분경 전남 여천군 소리도 북동쪽 1.5 km 해상에서 암초에 좌초했다. 태풍 3호 페이가 상륙하기 전날이었다.
보도에 의하면, 시프린스 호는 23일 14시 5분경에 소리도 인근에서 좌초되었다고 무선으로 보고하였고, 좌초를 벗어나려 기관을 조작 중 엔진에 불이 붙었다. 17시 30분 이후 폭발음이 들린 후에 배 뒷부분이 침수되었다. 화재는 24일 19시경에 진화되었다.

## 구조 및 사고 수습
씨프린스 호의 승무원 20명 중 19명이 소리도로 피신하였고, 1명이 실종되었다. 유출된 기름을 제거하기 위해 120척의 함정이, 기름을 옮겨 싣기 위해 13만톤급 유조선인 호남 다이아몬드호가 동원되었다. 8월 8일 작업에서 원유 19,000톤이 옮겨졌지만, 기상 악화로 작업은 9일부터 중단되었다. 8월말에는 태풍 제니스의 영향으로 선체의 위치가 바뀌었고, 원유를 옮기는 순서가 논란이 되어 작업이 지연되었다.
방제 조치 상황을 보면 해상은 1995년 7월 24일부터 8월 11일까지 총 19일간을, 해안은 1995년 7월 25일부터 12월 31일까지 총 5개월간 방제 활동을 하였다. 인원 16만 6905명, 선박 8,295척, 헬기 45대, 오일펜스 13,766m, 유화수기 126대, 유흡착제 239,678㎏, 유처리제 717.6㎘ 등이 동원되었다. 총 180억 원의 방제 비용이 들었다.
씨프린스는 11월 26일에 인양되었다. 인양하면서 가라앉은 엔진은 12월 18일에 인양되었다. 인양된 씨프린스호는 필리핀으로 예인되어 선체 수리를 위해 필리핀 수비크만 앞바다에서 머무르던 중에 악천후로 12월 24일 침몰되었다.

## 추가 피해 및 사회적 여파

### 오염 피해
집계상 모두 5천여 톤의 벙커A/C유와 원유가 유출되었다. 당시 전남 여천군이 집계한 자료에 따르면 유출사고 피해는 231건, 양식장 3295헥타르, 남해·거제·부산·울산·포항까지 204km의 해상과 73km의 해안을 오염시켰다. 어민 피해 산정에 의한 재산피해는 443억 5600만원이다.
사고 발생 후 페인트 원료로 쓰이는 독성이 강한 유화제로 만든 유처리제를 대량으로 쓰는 바람에 생태계에 악영향을 미쳐 각종 어패류의 수확량이 사고 전의 절반에 그치는 등의 피해가 속출했다.
여수 소리도 주민과 환경단체는 10년이 지난 2005년에도 잔존 유분이 발견되고, 어족자원이 감소했다고 주장하였다.

### 보상
당시 씨프린스호 기름 유출사고로 거제지역 어민과 상인들은 막대한 손해를 입었으나, 피해를 입증할 자료가 없어 보상받지 못한 경우가 많은 것으로 알려졌다. 어민들의 보상 청구액 735억 5천 400만원이었으나 실제 배상액은 502억 2천 700만원에 그쳤다.
1996년 5월 6일, 피해 어민들은 국제유류오염피해보상기금(IOPC FUND, internal Oil Pollution Compensation Fund)를 상대로 손해배상 소송을 제기하였고, 1997년 6월 5일, IOPC 기금 측은 어민들에 102억여 원을 보상하기로 합의하였다.

### 재판
1995년 12월 23일에는 구난 작업 중 작업 인원과 선박 수를 허위로 늘려 1억여 원의 방제비를 착복한 관계자들이 구속되었다. 1996년 1월 31일 광주지법에서 열린 공판에서 선장에는 징역 1년이, 호유해운에는 벌금 3천만 원이 선고되었다.

## 의의와 평가
씨프린스호 기름유출사고는 바다에 기름이 유출되면 기름띠를 형성하여 오랫동안 바다를 죽은 바다로 만들기 때문에, 대량의 기름을 수송하는 유조선 사고가 해양 생태계에 매우 위험하다는 심각성을 인식시켜주었다. 2001년 해양수산부에서 씨프린스호 유류유출사고에 관한 기록 백서로 제작했다.

## 같이 보기
- 천지호 침몰 사고
- 경신호 침몰 사고
- 2007년 서해안 원유 유출 사고